# Jakobus (Bruder Jesu)

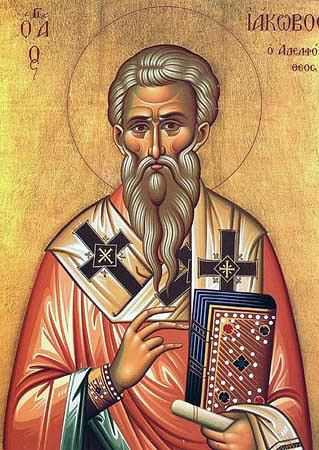
Ikonendarstellung des Jakobus

Jakobus (in der Exegese auch als „Herrenbruder Jakobus“ oder „Jakobus der Gerechte“ bezeichnet) (יַעֲקֹב Jaʿakow) (* wahrscheinlich nach 4 v. Chr.; † 62 n. Chr. wahrscheinlich in Jerusalem) war als „Bruder des Herrn“ (Jesus) eine zentrale Gestalt der Jerusalemer Urgemeinde. Jakobus soll Nasiräer gewesen sein. Diese waren eine asketische Gruppe im Judentum, die sich zum Beispiel weder die Haare noch den Bart schnitten und auf alkoholische Getränke gänzlich verzichteten.

## „Herrenbruder“
Jakobus wird von Paulus als „der Bruder des Herrn“ bezeichnet (Gal 1,19 ). Er steht in Mk 6,3  und Mt 13,55  als Erster in der Reihe der vier „Brüder“ Jesu von Nazaret; daraus kann geschlossen werden, dass er der älteste Jesusbruder war.
Die Entscheidung, ob mit „Brüdern“ leibliche Brüder oder nahe Verwandte gemeint sind, wurde in der Exegese lange diskutiert. Die traditionelle katholische (und orthodoxe) Exegese verwies auf die doppelte Bedeutung des aramäischen bzw. griechischen Ursprungswortes sowie auf die in Mk 15,40.47 ; Mk 16,1  genannte Maria, die definitiv nicht die Mutter Jesu war, und auf deren in Mk 15,40  genannte Söhne Jakobus und Joses, die mit den zwei ersten „Brüdern“ aus Mk 6,3  im Namen übereinstimmen. Daher sah sie in den Herrenbrüdern entweder Stiefbrüder aus einer früheren Ehe Josefs oder Vettern Jesu.
Der Großteil der Forschung ist mittlerweile bereit, in Jakobus einen leiblichen Bruder Jesu zu sehen. Daher ist der Herrenbruder wohl weder mit Jakobus, dem Sohn des Alphäus, (auch Jakobus der Jüngere genannt) noch mit Jakobus dem Kleinen, der in den Evangelien nur dem Namen nach erwähnt wird, identisch.

## Leben
Vom frühen Leben Jakobus’ ist wenig bekannt. In Mk 3,21.31–35  und Joh 7,1–10  wird von Jesu Brüdern gesagt, sie hätten nicht an Jesu Sendung und Anspruch geglaubt. Ob dies tatsächlich der Fall war oder an der programmatischen Absicht der Evangelienschreiber liegt, Jesus in die Tradition der in der Heimat abgelehnten Propheten (Elija, Jeremia) einzureihen, bleibt fraglich.
Im Hinblick auf 1 Kor 15,7  wird zumeist angenommen, dass Jakobus nach einer Auferstehungserscheinung zum Glauben gekommen ist. In Apg 1,14  erscheinen die Brüder Jesu im Kreis der Gläubigen und Paulus trifft bei seiner ersten Jerusalemreise im Jahr 35 n. Chr. neben Petrus auch Jakobus (Gal 1,19 ). Obwohl ihm als einem von Vieren (neben Petrus, Maria Magdalena und Paulus) in der urchristlichen Gemeinde eine Sonderoffenbarung des Auferstandenen zuerkannt worden war (1 Kor 15,7  in unmittelbarer Nähe zum vorpaulinischen sogenannten Urkerygma), spielte er offenbar in der Jerusalemer Gemeinde unter der Leitung des Petrus keine besonders herausragende Führungsrolle.
Erst als während der Verfolgung durch König Herodes Agrippa I. im Jahr 42 n. Chr. der Zebedaide Jakobus getötet wurde und Petrus aus Jerusalem floh, übernahm offenbar Jakobus die Leitung der Gemeinde. Dies legt sowohl der Auftrag des Petrus in Apg 12,17  nahe als auch die Berichte über das Apostelkonzil um das Jahr 48 n. Chr. In den biblischen Berichten zu dieser Versammlung wird Jakobus als herausragende Führungspersönlichkeit der Gemeinde gezeichnet. Paulus nennt ihn in Gal 2,9  neben Petrus und Johannes eine der drei „Säulen“ der Jerusalemer Gemeinde und in Apg 15,13  tritt er mit Autorität in die Debatte ein. Mit großer Wahrscheinlichkeit übernahm er nach dem Weggang des Petrus nach Antiochia um 49/50 n. Chr. die alleinige Leitung: Als Paulus etwa 58 n. Chr. nach Jerusalem kam, um die Kollekte der Missionsgemeinden zu überbringen, wurde er von Jakobus und den Ältesten empfangen (Apg 21,18 ).
Über das Ende seines Lebens berichtet eine zeitnahe nicht-christliche Quelle, nämlich Flavius Josephus in seinem Werk Jüdische Altertümer. Vermutlich im Jahr 62 n. Chr. berief der sadduzäische Hohepriester Ananus der Jüngere das Synhedrion ein, um Jakobus und einige andere wegen der Übertretung des (mosaischen) Gesetzes anzuklagen und zur Steinigung zu verurteilen. Das Urteil wurde vollstreckt. Daraufhin beschwerten sich gesetzestreue Juden beim römischen Statthalter Albinus, welcher daraufhin Ananus als Hohepriester absetzte.
Im Jahr 62 n. Chr. gab es einen Regierungswechsel: Der Prokurator von Judäa, Porcius Festus, starb und es folgte Lucceius Albinus. Vermutlich hatte Ananus als Hoherpriester versucht, in diesem kurzen Interim sich und dem Hohen Rat das ius poenae capitis widerrechtlich anzueignen.
Jakobus’ Nachfolger in der Leitung der Jerusalemer Urgemeinde wurde nach Eusebius (Euseb, HE III 11) Simeon, Sohn des Kleopas (Kleophas/Klopas) auch Simeon bar Kleophas und naher Verwandter (eventuell ein Vetter) Jesu.

## Theologische Position
In der nach- und außerkanonischen Literatur wird seine Treue zur Tora betont, etwa wenn ihn das Thomasevangelium als „Jakobus den Gerechten“ bezeichnet (EvThom 12, vgl. auch Euseb, HE II 1,3).
Im Gegensatz zu Paulus und Barnabas und bald auch zu Petrus vertrat Jakobus offenbar eine streng judenchristliche Haltung in der Frage des Umgangs mit bekehrten Nichtjuden. In Gal 2,12a  spricht Paulus davon, dass „Leute des Jakobus“ sich in Antiochia gegen die Tisch- und Mahlgemeinschaft von beschnittenen Judenchristen mit Unbeschnittenen gewendet haben. Ob Jakobus tatsächlich Initiator dieses sogenannten „Antiochenischen Zwischenfalls“ war, bleibt fraglich. Wahrscheinlich ist jedoch in der Tat, „dass die Befürworter einer Beschneidung von [neubekehrten] Christen aus griechisch-römischer Tradition sich durch die theologische Haltung des Jakobus in ihren Forderungen zumindest bestärkt fühlen konnten.“ Auch ob die sogenannten „Jakobusklauseln“ der lukanischen Darstellung des Apostelkonzils tatsächlich auf Jakobus zurückgehen und auf dem Apostelkonzil beschlossen wurden oder erst jüngeren Datums sind, ist nicht eindeutig.
Ferner bleibt die starke Akzentuierung des Jakobus als eines tatsächlichen „Gegenspielers“ von Paulus unklar und damit ebenfalls offen, eine Auffassung, die vor allem durch Ferdinand Christian Baur sowie seinen Schülern aus der jüngeren Tübinger Schule und anderen (zum Beispiel Robert Eisenman) vertreten wurde, aber in der neueren neutestamentlichen Forschung umstritten ist.
Jakobus sah möglicherweise die Urgemeinde, stärker als Paulus, weiter als Teil des Judentums. Gegen Paulus als Exponenten der beschneidungs- und torafreien Heidenmission wollte er die kultischen und rituellen Verpflichtungen aus der Tora auch auf die neubekehrten Nichtjuden angewendet wissen.
Jakobus wurde traditionell die Verfasserschaft des kanonischen Briefs des Jakobus (Jak) und des apokryphen Protoevangeliums des Jakobus sowie des Briefs des Jakobus (EpJac) und zweier Apokalypsen (1ApcJac, 2ApcJac) aus dem Nag-Hammadi-Kodex zugeschrieben.
Die moderne Exegese hält die Verfasserschaft des Herrenbruders beim kanonischen Jakobusbrief heute überwiegend für unwahrscheinlich. Jakobus war, wie sein Bruder aramäischsprachig und höchstwahrscheinlich wie die Mehrheit der Bevölkerung des Römischen Reichs Analphabet, womit er als Autor theologischer Schriften in altgriechischer Sprache kaum infrage kommt. Man schätzt den Brief als eine pseudepigraphische Schrift aus der Zeit um 100 n. Chr. ein, die gleichwohl der theologischen Schule des Jakobus nahesteht. Das Protoevangelium ist sicher nicht von Jakobus, sondern vermutlich Mitte des 2. Jahrhunderts entstanden. Der apokryphe Jakobusbrief wird ebenso in die valentinianische Gnosis eingeordnet wie die beiden Apokalypsen.

## Das sogenannte Jakobus-Ossuar
2001 wurde ein vermeintliches Jakobus-Ossuar entdeckt, von dem eine Untersuchungskommission allerdings 2003 zu dem Ergebnis kam, es handle sich dabei um eine Fälschung.
Trotzdem geriet das Ossuar 2007 wieder in die Medien, als der Filmproduzent und Regisseur James Cameron in seinem sehr umstrittenen Film „Das Jesus-Grab“ behauptete, das Ossuar stamme aus dem im Jahr 1980 gefundenen Grab im südlichen Jerusalemer Vorort Talpiot, welches er als das Grab Jesu identifiziert haben will.

## Nachwirkung
Die katholische Kirche feiert den Gedenktag des Herrenbruders, den sie in ihrem Heiligenkalender mit Jakobus dem Jüngeren identifiziert, am 3. Mai. Die Evangelisch-Lutherische Kirche in Amerika und die Lutherische Kirche – Missouri-Synode feiern seinen Gedenktag in deutlicher Unterscheidung von Jakobus, dem Sohn des Alphäus, am 23. Oktober. In der Ostkirche wird der Gedenktag entweder am 23. Oktober oder am Sonntag nach Weihnachten begangen. Als Heiliger wird er mit einer Walkerkeule als Zeichen seines Martyriums abgebildet.
Eine Kopfreliquie des Herrenbruders wird in Ancona verehrt.